# Témoris
Témoris es una localidad del estado mexicano de Chihuahua, situada en lo profundo de las barrancas de la Sierra Madre Occidental. Es la localidad más poblada y cabecera del municipio de Guazapares.
Témoris se encuentra en el suroeste del estado de Chihuahua en la zona donde la Sierra Madre Occidental, llamada localmente Sierra Tarahumara, desciende en profundas barrancas hacia las llanuras costeras de Sinaloa, lo que causa grandes diferencias de altitud en el territorio y en consecuencia de clima. Témoris se localiza en las coordenadas 27°16′31″N 108°16′40″O / 27.27528, -108.27778 a una altitud de 1,420 metros sobre el nivel del mar. Es una importante estación del Ferrocarril Chihuahua al Pacífico. Su ubicación junto a esta vía férrea fue su principal detonante para convertirse en la principal localidad del municipio y fue decisiva para por decreto del 22 de octubre de 1963 fuese declarada como cabecera municipal, en sustitución del pequeño pueblo de Guazapares.
De acuerdo al Conteo de Población y Vivienda de 2005 realizado por el Instituto Nacional de Estadística y Geografía, Témoris tiene una población total de 1,639 habitantes, de los cuales 790 son hombres y 849 mujeres.